# Хронические миелоцитарные лейкозы
Хронические миелоцитарный лейкозы — группа хронических лейкозов, при которых образуются опухолевые клетки типа процитарных и цитарных предшественников миелоидного ряда.
Разнообразие форм хронических миелоцитарных лейкозов обусловлено существованием общей клетки-предшественницы гранулоцитарного (нейтрофильного, эозинофильного и базофильного), моноцитарного и мегакариоцитарного ростков. При развитии всех этих форм злокачественная трансформация, вероятно, происходит на уровне полипотентной стволовой клетки миелоидного ростка, так как цитогенетические маркеры можно обнаружить во всех ветвях этого ростка.

## Классификация
- Хронический миелоцитарный лейкоз с филадельфийской хромосомой
- Хронический миелоцитарный лейкоз без филадельфийской хромосомы
- Ювенильный хронический миелоцитарный лейкоз
- Хронический нейтрофильный лейкоз
- Хронический эозинофильный лейкоз
- Первичный миелофиброз (мегакариоцитарная дифференцировка опухолевых клеток)